# Bernherus von Basel
Bernherus von Basel (1. Hälfte des 12. Jahrhunderts) war ein im Schwarzwald tätiger Steinmetz und Baumeister.
Bernherus (dt. Berner) von Basel trat zwischen 1111 und 1125 als Oblatus ins Kloster St. Blasien, wo er 37 Jahre lang lebte. Er arbeitete dort am neuen Münster, zu Wittnau und besonders in Berau, wo er für eine um 1110 hierher verlegte Nonnengemeinschaft von St. Blasien die ersten Klostergebäude errichtete.